# Lancôme, Loir-et-Cher

Lancôme este o comună în departamentul Loir-et-Cher, Franța. În 1 ianuarie 2022 avea o populație de 121 de locuitori.